# Asakusa Samba Carnival

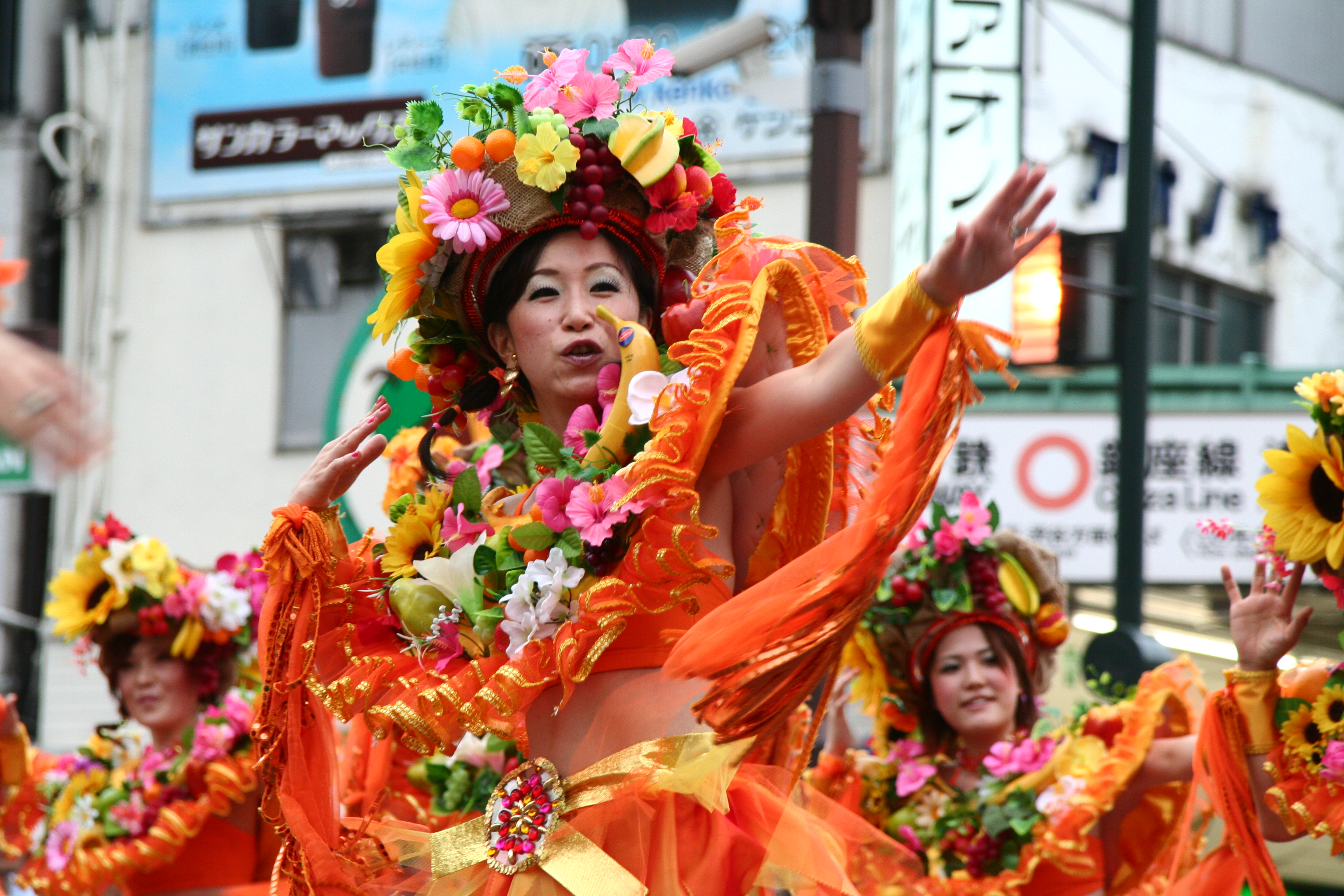
Tänzerin beim 26. Asakusa Samba Carnival 2006

Der Asakusa Samba Carnival (jap. 浅草サンバカーニバル, Asakusa samba kānibaru, port. Carnaval de Asakusa) ist ein jährlich seit 1981 stattfindendes Straßenfest im Tokioter Stadtteil Asakusa.
Es entstand unter brasilianischem Einfluss, dank der traditionsreichen engen brasilianisch-japanischen Beziehungen.
Am letzten Samstag im August ziehen dabei kostümierte Tänzer und Festwagen durch Asakusa, wobei ähnlich wie beim Karneval in Rio verschiedene Samba-Schulen in einem Wettbewerb konkurrieren.

## Geschichte
Asakusa, im alten Kern Tokios im heutigen Bezirk Taitō gelegen, war lange als traditionelles Vergnügungsviertel bekannt, befand sich jedoch in der Nachkriegszeit im Niedergang. Der Samba Carnival wurde 1981 von einer Gruppe örtlicher Geschäftsinhaber und dem Schauspieler Junzaburō Ban, der auf den Bühnen von Asakusa groß wurde, initiiert und in Zusammenarbeit mit der Gemeindeverwaltung von Taitō unter dem damaligen Bürgermeister Eiichi Uchiyama organisiert, um eine neue Attraktion im Stadtteil zu schaffen. Von Anfang an traten dabei wie beim Karneval in Rio Sambaschulen in einem Wettbewerb an, bei dem auch einige Geldpreise ausgegeben werden. Obwohl Japan damals eine wenig ausgeprägte Sambatradition hatte, entwickelten sich im Laufe der Jahre professioneller arbeitende Schulen – eine Entwicklung, die durch eingewanderte (teilweise japanischstämmige) Brasilianer begünstigt wurde. Heute gibt es jährliche Samba Carnavales unter anderem auch in Shizuoka und Saitama, beides Zentren brasilianisch-japanischer Kultur.
Bereits der erste Asakusa Samba Carnival zog rund 300.000 Zuschauer an. 2010 säumten rund eine halbe Million Menschen den Weg der 4.500 Umzugsteilnehmer.

## Wettbewerb
Die Sambaschulen treten in zwei Ligen an. Beim 30. Samba Carnival 2010 waren es zehn Gruppen in der höherklassigen S1 und sechs in S2. Die escolas suchen sich ihr Thema selbst aus und wählen Musik, Instrumente der Begleitgruppen (baterias), Kostüme, Choreographie und Gestaltung der Festwagen entsprechend aus. Eine Jury bewertet die Schulen beider Ligen abschließend in fünf Kategorien und nach der Gesamtpräsentation. Der Bürgermeister von Taitō und verschiedene Sponsoren vergeben weitere Sonderpreise, daneben gibt es in S1 und S2 jeweils einen Publikumspreis, der nach einer Abstimmung per Mobiltelefon vergeben wird. Die vergebenen Geldpreise decken nur einen Bruchteil der Kosten für die Vorbereitung.